# Саар'ярве (природний парк)
Приро́дний парк Са́ар'ярве (ест. Saarjärve looduspark) — природоохоронна територія в Естонії, у волості Сааре повіту Йиґевамаа.
Загальна площа — 159,2 га, у тому числі площа водойм (озеро Сааре) — 27,4 га.
Парк утворений 17 липня 1968 року.

## Розташування
Парк розташовується навколо озера Сааре (Saare järv), на південь від села Саар'ярве: .

## Опис
Метою створення парку є збереження 3 типів природних оселищ (Директива 92/43/ЄЕС, Додаток I):
| Код   | Тип оселища                                                                 | Площа, га |
| ----- | --------------------------------------------------------------------------- | --------- |
| 3150  | Природні евтрофні озера з рослинністю типу Magnopotamion або Hydrocharition | 27,0      |
| 9010* | Західна тайга                                                               | 50,0      |
| 9080* | Феноскандійські листопадні заболочені ліси                                  | 10,8      |

9 червня 2005 року були створені зони природного парку:
| Назва                      | Тип                                          | Загальна площа, га | Площа водойм, га | Категорія МСОП | Координати                                                            |
| -------------------------- | -------------------------------------------- | ------------------ | ---------------- | -------------- | --------------------------------------------------------------------- |
| Вагтра (Vahtra skv.)       | зона цільової охорони                        | 7,4                | —                | Ib             | 58°39′36″ пн. ш. 26°45′26″ сх. д. / 58.66000° пн. ш. 26.75722° сх. д. |
| Кабелімяе (Kabelimäe skv.) | зона цільової охорони                        | 37,0               | 0,1              | V              | 58°39′22″ пн. ш. 26°45′16″ сх. д. / 58.65611° пн. ш. 26.75444° сх. д. |
| Лустсааре (Lustsaare skv.) | зона цільової охорони                        | 23,8               | —                | Ib             | 58°39′4″ пн. ш. 26°45′52″ сх. д. / 58.65111° пн. ш. 26.76444° сх. д.  |
| Метсавагі (Metsavahi skv.) | зона цільової охорони                        | 8,4                | —                | Ib             | 58°39′20″ пн. ш. 26°46′10″ сх. д. / 58.65556° пн. ш. 26.76944° сх. д. |
| Саар'ярве (Saarjärve pv.)  | зона з обмеженим режимом природокористування | 82,6               | 27,3             | V              | 58°39′17″ пн. ш. 26°45′53″ сх. д. / 58.65472° пн. ш. 26.76472° сх. д. |

Територія парку збігається з природною областю Саар'ярве (Saarjärve loodusala), яка є складовою частиною Європейської екологічної мережі Natura 2000.